# Ramschir
Ramschir (persisch رامشیر) ist eine Stadt in der Provinz Chuzestan im Südwesten des Iran. Im Jahr 2006 hatte Ramschir hochgerechnet 24.782 Einwohner.